# Hohenholz (Wuppertal)
Hohenholz ist ein Wohnplatz im Norden der bergischen Großstadt Wuppertal.

## Lage und Beschreibung
Der Wohnplatz liegt im Osten des Wohnquartiers Dönberg im Stadtbezirk Uellendahl-Katernberg auf einer Höhe von 285 m ü. NHN im Bereich der heutigen Straßen Waldstraße, Eggenbruch und Zum Lohbusch. Der ursprüngliche Wohnplatz ist in dem geschlossenen Siedlungsbereich der genannten Straßen aufgegangen.
Benachbarte Orte sind neben Dönberg die Wohnplätze und Hofschaften Prinzberg, Halbachsbusch, Lohbusch, Königssiepen Dickkothen, Horather Schanze und Horath sowie die Sprockhöveler Orte Lohbusch, Kottenengel und Horath.
In der lokalen Mundart wurde der Ort auch als em Hohenholt bezeichnet.

## Geschichte
Im 19. Jahrhundert gehörte Hohenholz zu den Außenortschaften der Bauerschaft und der Kirchengemeinde Dönberg in der Bürgermeisterei Hardenberg, die 1935 in Neviges umbenannt wurde. Damit gehörte es von 1816 bis 1861 zum Kreis Elberfeld und ab 1861 zum alten Kreis Mettmann. 
Der Ort ist auf der Preußischen Uraufnahme von 1843 als Höhenholz beschriftet. Auf Messtischblättern aus der ersten Hälfte des 20. Jahrhunderts ist der Ort als Hohenholz beschriftet.
Im Gemeindelexikon für die Provinz Rheinland von 1888 werden zwei Wohnhäuser mit 24 Einwohnern angegeben.
Mit der Kommunalreform von 1929 wurde der südliche Teil von Dönberg abgespalten und mit weiteren, außerhalb von Dönberg liegenden Nevigeser Ortschaften in die neu gegründete Stadt Wuppertal eingemeindet, der Rest Dönbergs mit Hohenholz verblieb zunächst bei Neviges. Durch die nordrhein-westfälische Gebietsreform kam Neviges mit Beginn des Jahres 1975 zur Stadt Velbert und das restliche Dönberg wurde ebenfalls in Wuppertal eingemeindet.